# Дисни Уърлд
„Дисни Уърлд“ или „Дисниуърлд“ (на английски: Disney World), официално наименование „Уолт Дисни Уърлд Ризорт“ (Walt Disney World Resort) е най-големият по площ измежду най-посещаваните центрове за забавление в света, с площ от 100 кв. км.
Той включва: 4 тематични парка, 2 водни парка, 24 тематични хотела, множество магазини, кафенета, ресторанти и места за забавление. Собственост е на „Уолт Дисни паркове и курорти“ – подразделение на компанията Walt Disney World. Намира се на 5 километра югозападно от Орландо, щата Флорида, САЩ. Паркът е открит на 1 октомври 1971, включвайки само тематичния парк „Вълшебното кралство“ (Magic Kingdom).
После са открити: „Епкот“ (Epcot) на 1 октомври 1982 г., „Дисни на Холивудските студия“ (Disney's Hollywood Studios) на 1 май 1989), „Кралство на животните на Дисни“ (Disney's Animal Kingdom) на 22 април 1998).
Строителството на „Дисниуърлд“ превръща Орландо от посредствено селище в процъфтяващ туристически център.

## Местоположение
Въпреки маркетингово прилагане и популярни заблуди, на почивка във Флоридски център не се намира в границите на град Орландо, и в собствените си градове в Lake Buena Vista и Bay Lake, на около 34 мили югозападно от Орландо в Ориндж Каунти, с част от околните области Оцеола. Bay Lake и Lake Buena Vista, Дисни управлява посредством област за развитие Риди Крийк. Днес общата площ на Дисниуърлд е 101 км ². Общата площ е 120 кв. км, което е приблизително равна на площта на Сан Франциско, или два пъти площта на Манхатън. Тъй като част от имот е бил продаден или отдели, включително и земя, заета от общината Селебрейшън построен от Дисни.

## Посещаемост
През май 2008 издаването на търговско списание (Парк Уърлд) съобщава следното очакваните резултати за 2007 г., изготвен от Асоциацията за икономически изследвания в сътрудничество с TEA(по-рано на Асоциацията на тематически развлечения):
- Вълшебното кралство, 17 милиона посещения (№ 1 в света)
- Епкот, 10.9 млн. посещения (№ 6)
- Дисни на Холивудски студия, 9 510 000 посещения (№ 7)
- Disney на кралството на животните, 9 490 000 посещения (№ 8)

## Заетост
Когато Въшебното кралство е открита през 1971 г., паркът е използвала около 5500 души. Днес броят на служителите възлиза 66 000, от заплатата, която оставя $ 1,2 милиарда и 474 милиона щатски долара в застрахователни премии годишно. Като най-голям работодател с едно място, Дисниуърлд разполага с над 3700 вида професии. Паркът също така спонсори и управлява на колежанска програма наДисниуърлд, стажантска програма, позволяваща американски студенти да живеят и работят в парка, като само в парка работниците и служителите „предната линия“. Налице е и Международна колежанска програма на Дисниуърлд, стажантската програма за студенти от цял свят.

## Обслужване
На 30 март 2004 г. статия в Орландо Сентинел, Disney World на тогавашния президент Ал Вайс дава известна информация за това как паркът се обслужва от повече от 5000 служители, ангажирани в експлоатация и инженеринг, включително 750 производители и 600 художници.
Disney харчи повече от 100 млн. дол. годишно за обслужване на Magic кралство. През 2003 г. 6 млн. щ. дол. са похарчени за възстановяване на ресторант Crystal Palace. 90% от посетителите смятат, че поддържането и чистотата на Вълшебното кралство е с отлична или много добра оценка. Улиците и парковете се почистват с пара всяка вечер. Има служители, чиято единствена работа е да използват цветове за стари коне тип „въртележка“, те използват истински златен варак.
В парка има ферма за отглеждане на дървета – когато старо дърво трябва да бъде заменено, 30-годишно дърво ще бъде готово да го замести.

## Транспорт
Целия автобуснен парк работи на Дисни, с марката „Транспорт Дисни“ са на разположение на посетителите безплатно. През 2007 г. Транспорт Дисни започна да се подобрява качество на услугите, коментари в автобуси. Сателитна система GPS, новите системи за управление, насочени към автобусите даде информация за безопасност, съвети за парк и други важни съобщения, включително и забавна музика. Не ги бъркайте с автобуси, Disney Cruise Line и "Disney Magic Express”, които се контролират от Миърс транспорта. Водно такси свързва един момент на парка. Disney World Monorail System също така осигурява транспорт до парка.
Преди това има 12 монорелсови влакове, но поради инцидента през юли на 2009 г. розово-лилаво влак е спрял да работи. Някои части на розово-лилавите влакове са били използвани за създаване на нови сини влакове, който започна през ноември 2009 г., с което броят на монорелсови влакове до 11. Те работят върху три трасета, които са свързани в областта на транспортирания и билетния център (TTC) в близост до паркинга на Вълшебното кралство. Един ред носи нон-стоп пътуване изрично влак в Вълшебното кралство, на втора линия свързва TTC и Епкот. Третата линия свързва TTC и Вълшебното кралство по няколко хотела.